# Новеан-сюр-Мозель
Новеан-сюр-Мозель (фр. Novéant-sur-Moselle) — коммуна на северо-востоке Франции, регион Гранд-Эст (бывший Эльзас — Шампань — Арденны — Лотарингия), департамент Мозель. Входит в кантон Арс-сюр-Мозель.

## Географическое положение

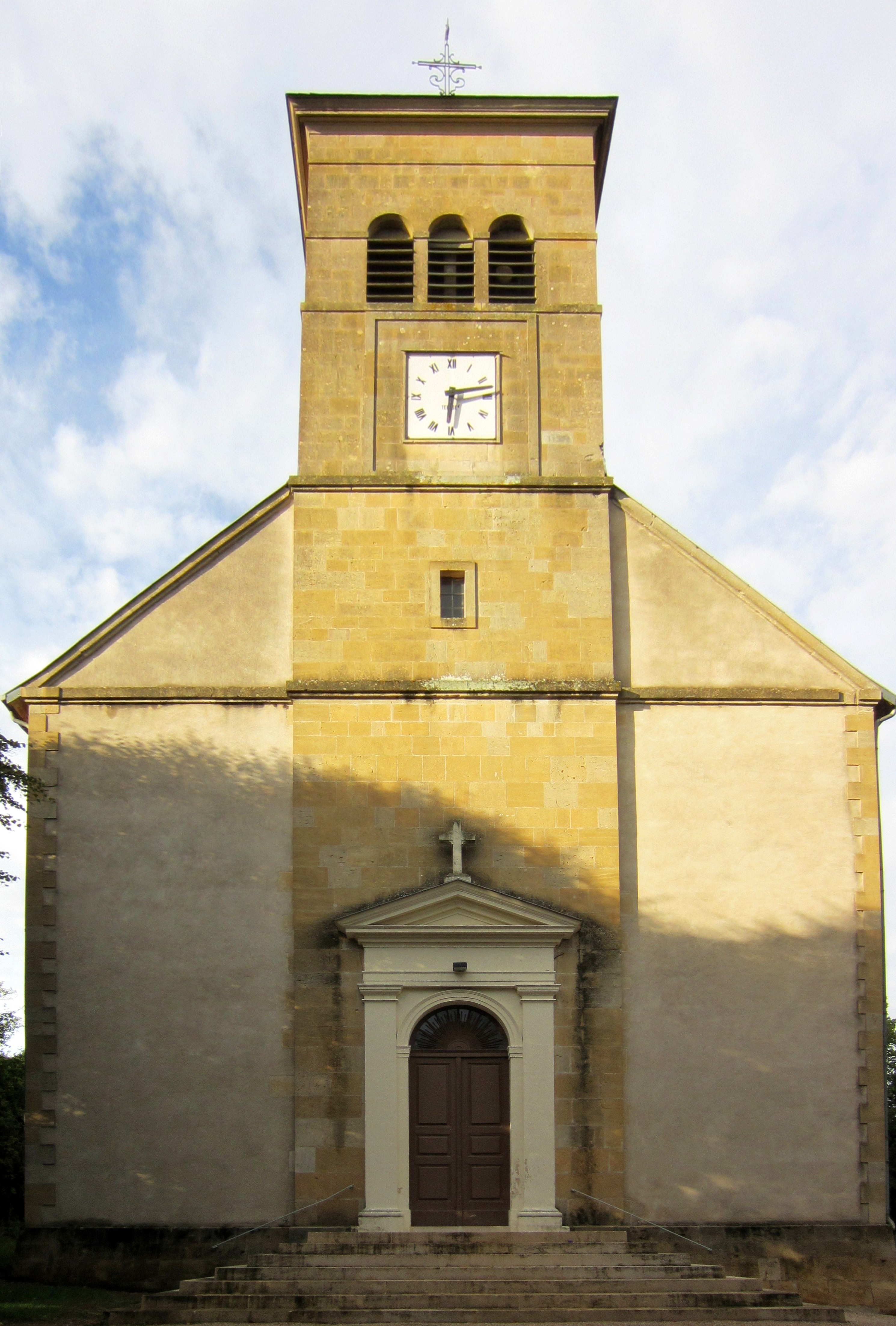
Церковь Сен-Женес.

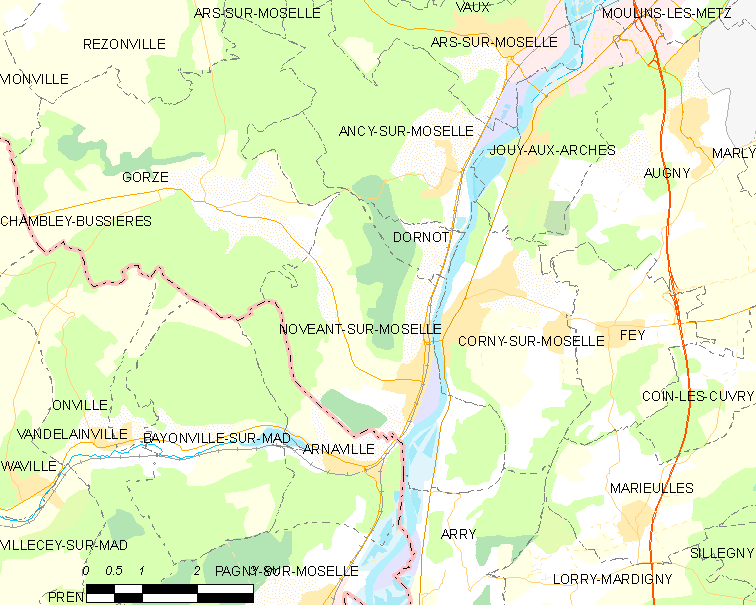
Новеан-сюр-Мозель на карте Франции.

Новеан-сюр-Мозель расположен на реке Горзиа в 280 км к востоку от Парижа и в 15 км к юго-западу от Меца. 

## История
- Поселение известно с галло-романских времён под названием лат. Ad Novam viam.
- В средние века был разделён на два хутора: Лэтр и Клуатр.
- Деревня аббатства Горз, вошла во состав Франции в 1661 году.
- После поражения Франции во франко-прусской войне 1870—1871 годов вместе с Эльзасом и департаментом Мозель был передан Германии по Франкфуртскому миру.
- Здесь проходила битва за Мец Второй мировой войны.

## Демография
По переписи 2011 года в коммуне проживало 792 человека.

## Достопримечательности

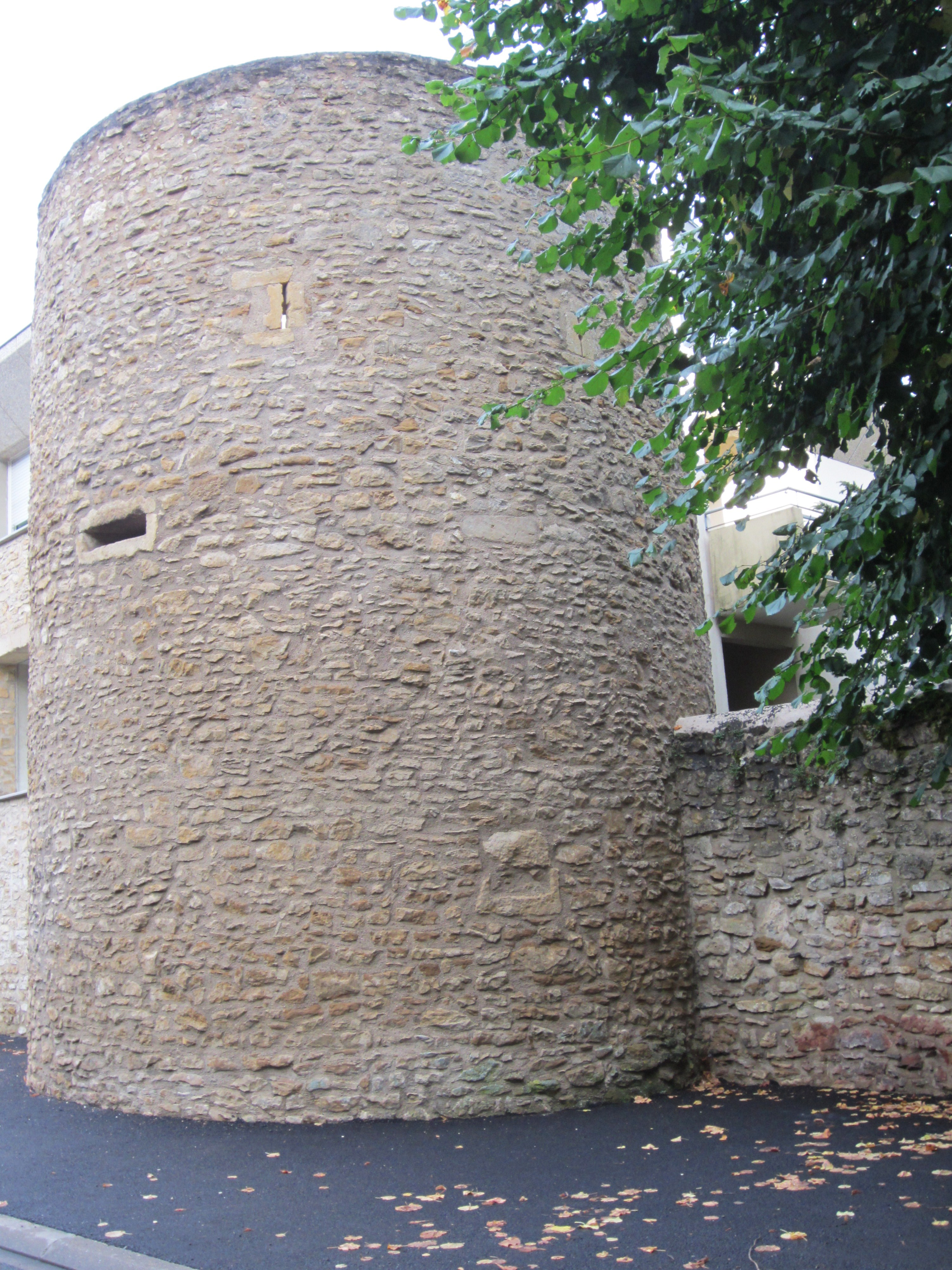
Фортификации замка Бомпар (14 век).

- Остатки древнеримского акведука Горз-Мец.
- Римская дорога, следы галло-романской культуры.
- Замок Бомпар XIV века, руины укреплений замка.
- Церковь Сен-Женес (1850).